# Laguna de Acomulco
La Laguna de Acomulco es un cuerpo de agua ubicado en el municipio de Zacatelco en el estado mexicano de Tlaxcala. Cubre un área total de 20 000 metros cuadrados, sus fuentes de aguas nacen de los manantiales adyacentes provenientes de la cuenca del Río Zahuapan.
Se localiza a 15 kilómetros de la Ciudad de Tlaxcala, a 21 kilómetros de la Ciudad de Puebla, a 120 kilómetros de la Ciudad de México y a 46 kilómetros del Parque nacional La Malinche.

## Hidrología
La laguna se halla en las cuencas altas del río Balsas, —conocido en Tlaxcala como el río Zahuapan y en Puebla como el río Atoyac— en la región hidrológica 18A del centro de México. Tiene una superficie de 20 000 m² sustentada por un manantial conexo al Río Zahuapan a 4 kilómetros.

## Historia
En agosto de 1969 la laguna tuvo un desborde causado por la intensas lluvias que provocó inundaciones y afectaciones a la zonas agrícolas cercanas.
La laguna estuvo abandona por varios años, sin embargo en la década de los años 2010, inició su rehabilitación y protección de los manantiales que lo alimentan. En 2017 fueron instaladas chinampas ecológicas para realizar métodos naturales de agua y recrear la crianza de peces.